# Scathophaga jezeki
Scathophaga jezeki är en tvåvingeart som först beskrevs av Sifner 1981.  Scathophaga jezeki ingår i släktet Scathophaga och familjen kolvflugor. Inga underarter finns listade i Catalogue of Life.